# Martin Písařík
Martin Písařík (ur. 1 lipca 1979 w Pradze) – czeski aktor filmowy, telewizyjny i sceniczny.

## Role teatralne

### Teatr ABC
- Frederick .... Parisot
- The Importance of Being Earnest .... Algernon Moncrief
- Příliš počestná žena .... Jakub
- Spor .... Azor
- U nás v Kocourkově .... Dr. Nykys
- České Vánoce .... Tomek
- Šakalí léta .... Eda Drábek
- Ach, ta láska prodejná.... Youngster, Viola Theatre
- Hodina mezi psem a vlkem .... František Villon
- Jezinky Bezinky .... O´Hara
- Kočičí hra
- Mahábhárata .... Ashwattháman
- Mamzelle Nitouche .... Loriot
- Mrtvé duše .... Mr. Petruška
- Some Like It Hot .... singer Sugar
- Pan Kaplan má třídu rád .... Vasil Hruška
- Plukovník Pták
- Pohádková detektivka .... Sherlock Holmes
- Pohádky z košíku .... many roles
- Pohádky do kapsy ....
- Pověsti pro štěstí .... Choreography+many roles
- Rebelové .... Olda/Šimon
- Skapinova šibalství .... Leandr
- Slaměný klobouk .... Bobin
- Taxi na věčnost .... Eddie
- Troye v lodke, ne schitaya sobaki .... Young Jerome
- Turandot .... Kalaf
- Perfect Wedding .... Bill
- Twelfth Night .... Sebastian
- The Merry Wives of Windsor .... Abraham Tintítko
- V jámě lvové .... Jakschitz
- Voják a tanečnice .... Croupier/Moliére

## Filmografia
- Little Knights Tale (2009)
- "Proč bychom se netopili" (2009) TV series
- Zrození rytířů (2009 (TV)
- Skeletoni (2008)
- Roc(c)k podvraťáků (2006)
- "Bazén" (2005) TV series
- Stříbrná vůně mrazu (2005) (TV)
- Snowboarďáci (2004)
- Probuzená skála (2003) (TV)
- Vetřelci v Coloradu (2002) (TV)
- Štěstí krále Alfonse (1996) (TV)
- V den psa (1994)
- Městem chodí Mikuláš (1992)